# Conchil-le-Temple
Conchil-le-Temple é uma comuna francesa na região administrativa de Altos da França, no departamento de Pas-de-Calais. Estende-se por uma área de 16,72 km². Em 2010 a comuna tinha 1 143 habitantes (densidade: 68,4 hab./km²).